# Edvin Bergroth
Edvin Leonard Bergroth, född 26 december 1836 i Pihlajavesi, död 29 mars 1917 i Helsingfors, var en finländsk ingenjör och industriman.
Uppvuxen i en avlägsen del av Finland, formades Bergroths intresse för teknik och innovationer tidigt i livet, en passion som ledde honom till tekniska studier i Hannover. Bergroth blev sedan teknisk ledare och chef vid Helsingfors gasverk och dess mekaniska verkstad 1862–1884. Han erhöll 1884 i uppdrag att genomföra en företagssanering vid Branobel i Baku, där han snart blev chef för hela anläggningen. Där bidrog han avsevärt till att stabilisera företaget och minska petroleumpriserna, vilket hade en långvarig inverkan på industriens utveckling. Han återvände till Finland 1890 och var därefter en av landets främsta industrimän med omfattande intressen i flera företag, bland annat Nokia, Billnäs, Tammerfors linne- och jernmanufakturbolag samt Sandvikens Skeppsdocka och Mekaniska Verkstad, där han var direktör 1895–1900. Han verkade energiskt för att förbättra yrkesutbildningen och hade även andra samhälleliga och kulturella intressen. Han blev bergsråd 1907.